# نهر أوي
نهر أوي (باليابانية: 大井川) هو نهر يوجد في محافظة شيزوكا شرق اليابان.

## الجغرافيا
يتدفق نهر أوي من سفوح جبال أكايشي، المتفرع من جنوب جبال الألب اليابانية، والتي تشكل الحدود بين ثلاث محافظات ياماناشي وناغانو وشيزوكا. تتميز هذه الجبال، التي يتراوح ارتفاع قممها بين (2000 - 3000 متر) (6600 - 9800 قدم)، بهطول أمطار غزيرة (تصل إلى 3000 مليمتر (120 بوصة) سنويًا)، كما تشكلت فيه وديان عميقة على شكل حرف V. يتدفق النهر جنوبًا بشكل عام، مع سبعة منحنيات واسعة في منطقته الوسطى، ثم يصب في خليج سوروغا في بحر الفلبين.

## التاريخ
ذُكر النهر في سجلات المحفوظة من فترة نارا، وتذكر على أنه كان يشكّل الحدود بين مقاطعتي توتومي وسوروغا. ولكن لم يكن ذلك دائمًا بسبب تغيّر مجرى النهر على مرّ القرون، وكذلك خلال أواخر فترة موروماتشي.

## الطاقة الكهرومائية
أدركت حكومة الرئيس ميجي في مطلع القرن العشرين قدرات وادي نهر أوي في تطوير الطاقة الكهرومائية في اليابان. حيث تميّز النهر بتدفقه الشديد وتياره السريع. وكانت روافده الجبلية العليا مناطق ذات وديان شديدة الانحدار وأمطار غزيرة، كما أنها قليلة السكان.
وبهدف استغلال التدفق النهري تأسست شركة محاصصة بين شركة الطاقة الكهرومائية الأنجلويابانية ومستثمرين من القطاع الخاص عام 1906، ثم بدأت دراسات وتصميم خطط لاستغلال إمكانات كل من نهر أوي ونهر فوجي في محافظة شيزوكا، وأخيرًا بنيت محطة طاقة صغيرة في عام 1911. رغم ذلك استحوذ نهري كيسو وتينريو على استثمارات أكبر، ولم تزدهر الشركة في نهر أوي. لاحقًا استحوذ على الحصة البريطانية بحلول عام 1921، وأعيد تسمية الشركة إلى هياكاوا الكهربائية، بسبب خطتها لتحويل المياه من نهر أوي إلى نهر هاياكاوا في محافظة ياماناشي من خلال نظام أنابيب التنقيط بهدف توليد الكهرباء. بدأ العمل في سد تاشيرو في عام 1924 واكتمل في عام 1928. وأصبحت شركة هاياكاوا الكهربائية شركة تابعة لشركة طوكيو إلكتريك في عام 1925 وأُعيدت تسميتها إلى أويغاوا إلكتريك قبل أن يتم تأميمها ودمجها مع منتجين كهربائيين آخرين في شركة اليابان لتوليد ونقل الكهرباء في عام 1938. وخلال أوائل الثلاثينيات من القرن العشرين، أكملت شركة أويغاوا إلكتريك عددًا من السدود على فروع نهر أوي، لكن العمل توقف بسبب الكساد الكبير، كما توقف أثناء الحرب العالمية الثانية.